# فرانسوا گوتگوبور
فرانسوا گوتگوبور (فرانسوی: François Goetghebeur‎؛ زادهٔ ۱۳ نوامبر ۱۹۷۴) یک کارگردان و عکاس اهل فرانسه است. وی بابت همکاری با جانی هالیدی شناخته می‌شود.